# Myopsyche puncticincta
Myopsyche puncticincta är en fjärilsart som beskrevs av Holland 1893. Myopsyche puncticincta ingår i släktet Myopsyche och familjen björnspinnare. Inga underarter finns listade i Catalogue of Life.